# Erebegraafplaats Hoge Berg Texel
De Georgische Erebegraafplaats Loladze is een militaire begraafplaats nabij de Hoge Berg tussen Den Burg en Oudeschild op het Nederlandse waddeneiland Texel. Hier liggen sinds 1945 militairen begraven die deel uitmaakten van het Georgische Infanterie bataljon 822 in de Wehrmacht. Er zijn 481 Georgiërs en vier Noord-Kaukasiërs begraven. De laatste vier behoorden tot een andere eenheid en waren al voor de Georgische muiterij omgekomen.
Totaal zijn er 485 graven op de begraafplaats. Echter zijn er in totaal 517 Georgiërs omgekomen op het eiland. De verdeling is als volgt: 478 (Texelse) Georgiërs, 37 vermisten op het eiland en 2 Georgiërs afkomstig uit Schagen, zij waren aanwezig als onderhandelaar.    

## Opstand
De militairen kwamen om nadat ze aan het eind van de Tweede Wereldoorlog in opstand waren gekomen tegen de Duitsers. Het waren veelal door de Duitsers krijgsgevangen genomen Sovjet-soldaten die in dienst van de Wehrmacht waren getreden. Met hun opstand wilden ze zich rehabiliteren voor dat 'overlopen'.
Het bataljon was op 6 februari 1945 op Texel aangekomen, na eerder 17 maanden in Zandvoort gelegerd te zijn geweest.
De opstand onder leiding van Sjalva Loladze begon op 6 april 1945, toen duidelijk werd dat de oorlogskansen voor de Duitsers slecht waren. De Georgiërs vreesden weer overgeplaatst te worden. De Texelse bevolking steunde in groten getale de opstandelingen. Toen de Duitsers versterking kregen vanuit Den Helder trokken de opstandelingen zich terug richting de vuurtoren aan de noordkant van Texel. Daar moesten de Georgiërs zich op 21 april overgeven waarna zij werden geëxecuteerd.  
Het eiland werd bevrijd op 20 mei 1945 toen, twee weken na het einde van de oorlog in de rest van Nederland, Canadese militairen op Texel arriveerden. Op 17 juni verlieten 219 overlevende Georgiërs, die veelal bij Texelaars ondergedoken waren geweest, het eiland. Ze werden, tezamen met een aantal andere Sovjet-onderdanen elders uit Noord-Holland, met vrachtwagens vanuit Den Helder naar Sande bij Wilhelmshaven in Duitsland vervoerd.
De muiterij van de Georgiërs op het eiland Texel heeft in totaal 1087 mensen het leven gekost. Van de 756 Georgiërs zijn er 517 gesneuveld of geëxecuteerd. Aan Duitse zijde zijn er 479 doden gevallen. Tijdens de muiterij kwamen 91 Texelse burgers om het leven. 

## Begraafplaats

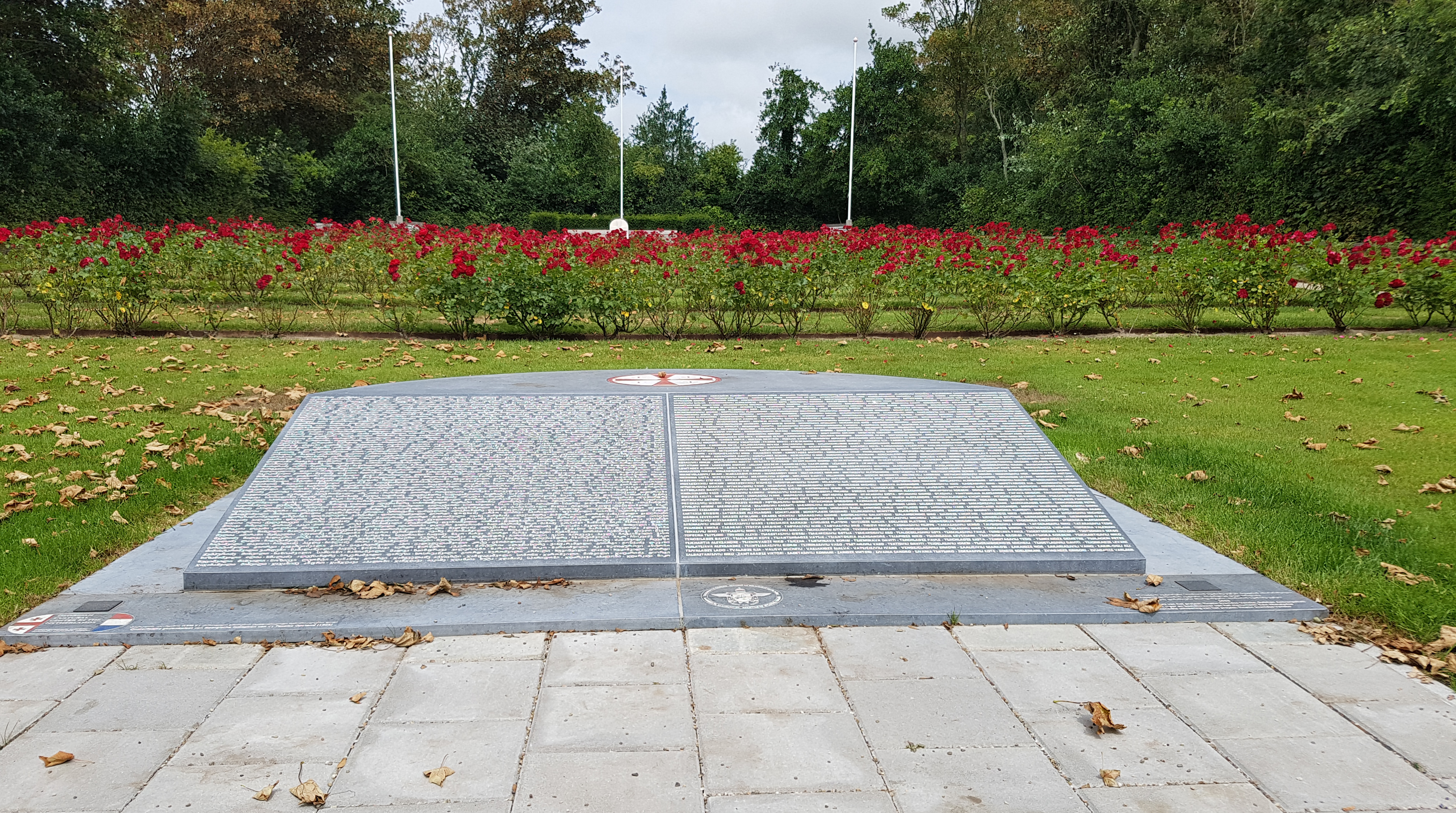
Gedenkteken uit 2023 met 517 namen van de Georgische slachtoffers.

Het oorspronkelijke ereveld is aangelegd in juni 1945. De 219 overlevende Georgiërs hebben, voordat zij Texel verlieten, een geldbedrag achtergelaten voor het maken en onderhouden van een gedenkmonument voor hun gevallen kameraden. Het monument dateert van 4 mei 1953. Het Nederlandse ministerie van Defensie is eigenaar van de begraafplaats.    
In 2005 woonden de Georgische president Saakasjvili, zijn vrouw Sandra Roelofs en de Patriarch Ilia II van de Georgisch-Orthodoxe Kerk de jaarlijkse herdenkingsplechtigheid op het ereveld bij.
In mei 2023 werd in aanwezigheid van Georgische ambassadeur, de bisschop van het Georgische Patriarchaat en de rabbi van de Georgische Joden een tweede monument op de Georgische Erebegraafplaats Loladze geplaatst. Het bestaat uit twee plaquettes waarop 517 namen van de slachtoffers zowel in het Georgisch als in het Nederlands zijn gegraveerd. Na jaren onderzoek door Sulkhan Amiranashvili, historicus gespecialiseerd in de Georgische opstand op Texel, waren alle namen van overledenen bekend.
Op 9 april 2025 werd er nog een nieuw monument onthuld. Dit werd vlak voor het oude monument uit 1953 geplaatst. Op het oude monument staan verwijzingen naar de Sovjet-Unie, waar Georgië tijdens de oorlog deel van uitmaakte. Het nieuwe monument benadrukt juist de verbinding tussen Nederland en Georgië. De komst van het nieuwe monument was ook omstreden. Onder andere omdat Georgië tijdens de oorlog deel uitmaakte van de Sovjet-Unie en de Georgiërs van toen er anders over dachten dan de Georgiërs van tachtig jaar later. Een dag voor de onthulling werd het monument beklad. De schade was op tijd hersteld.

## Afbeeldingen

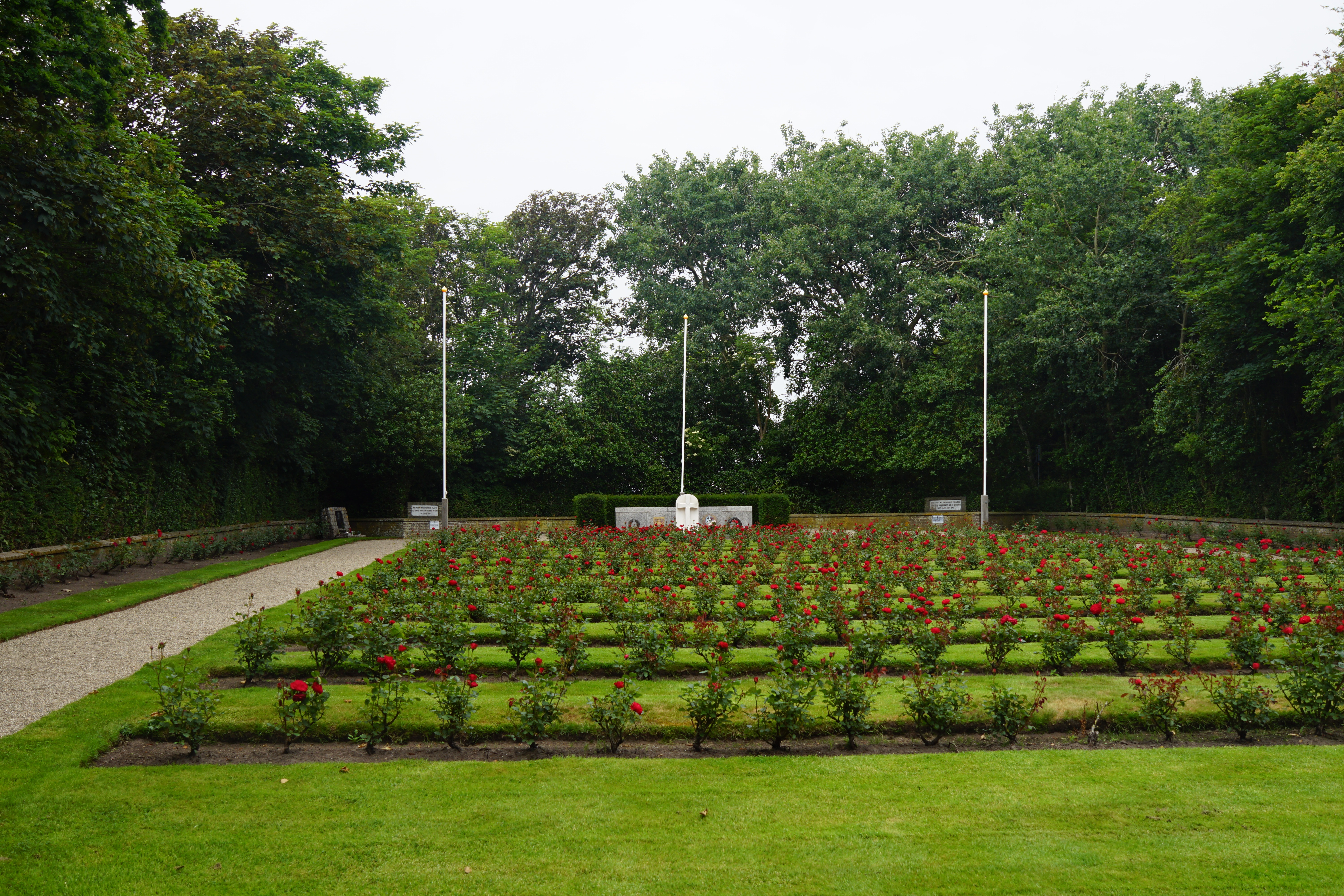
Rode rozen op de graven.
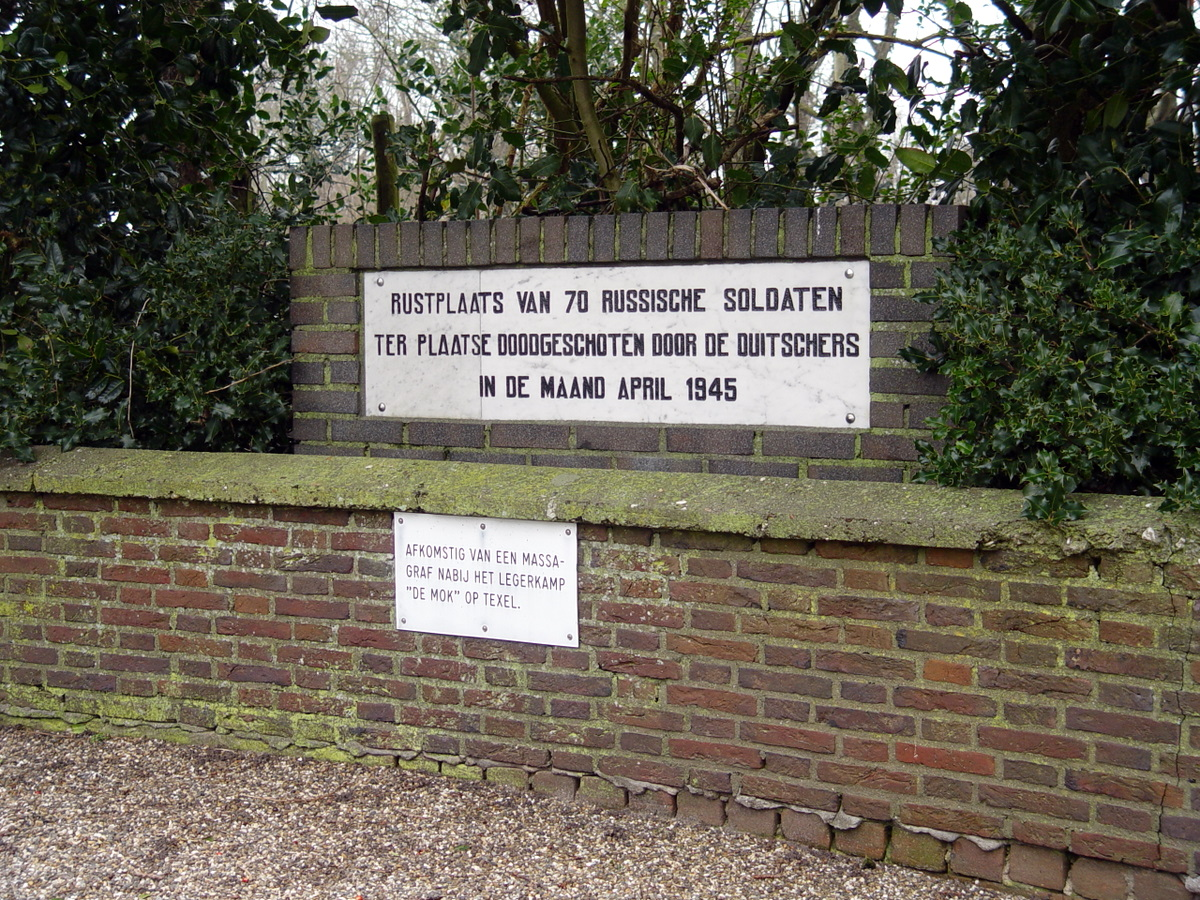
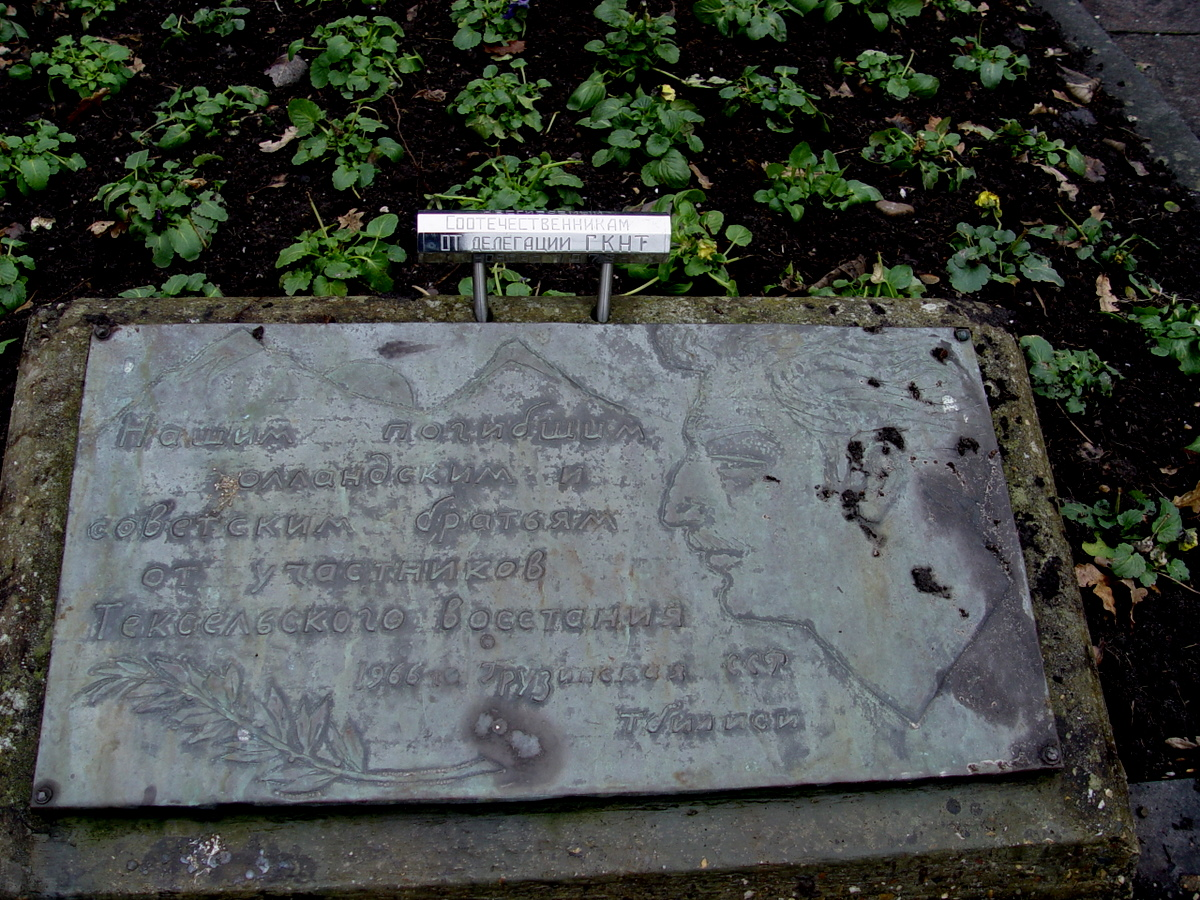
Grafsteen van luitenant Sjalva Loladze
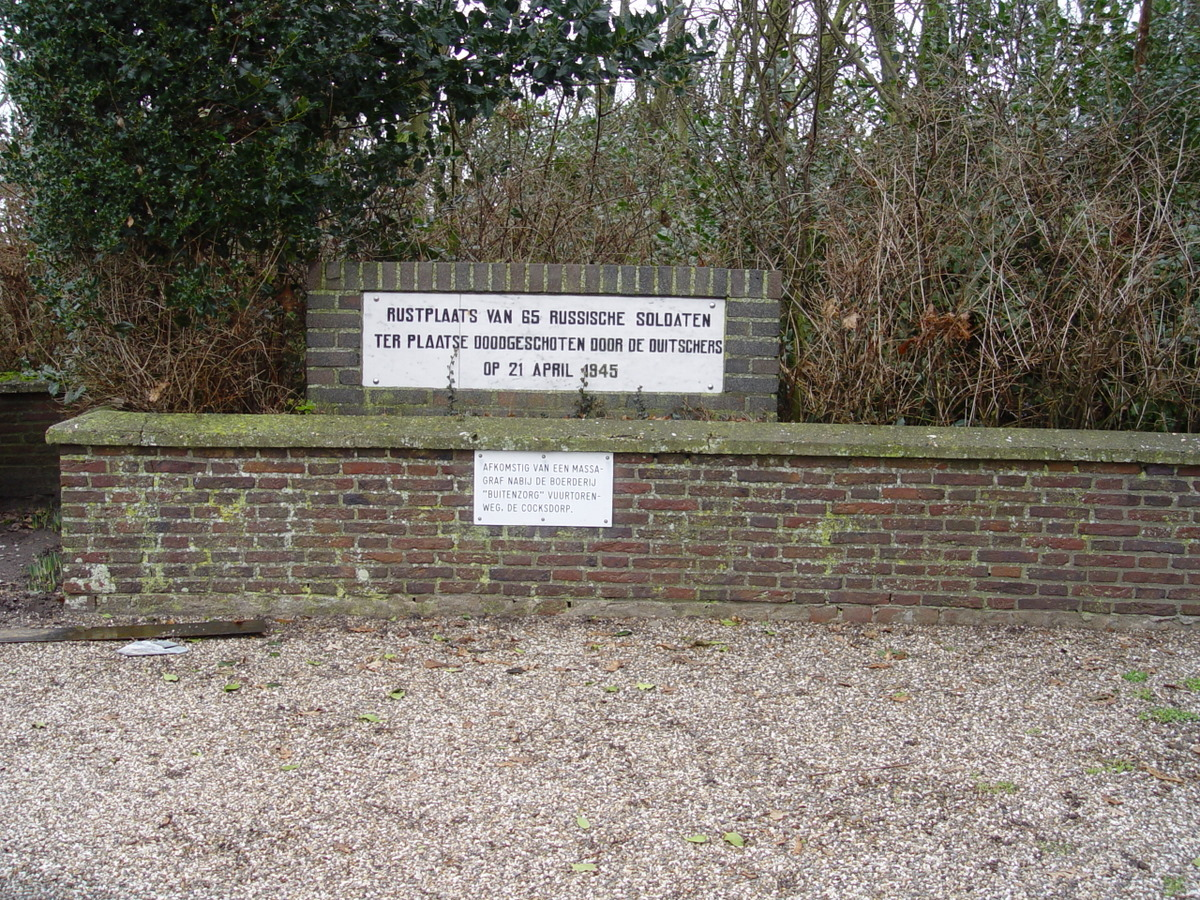
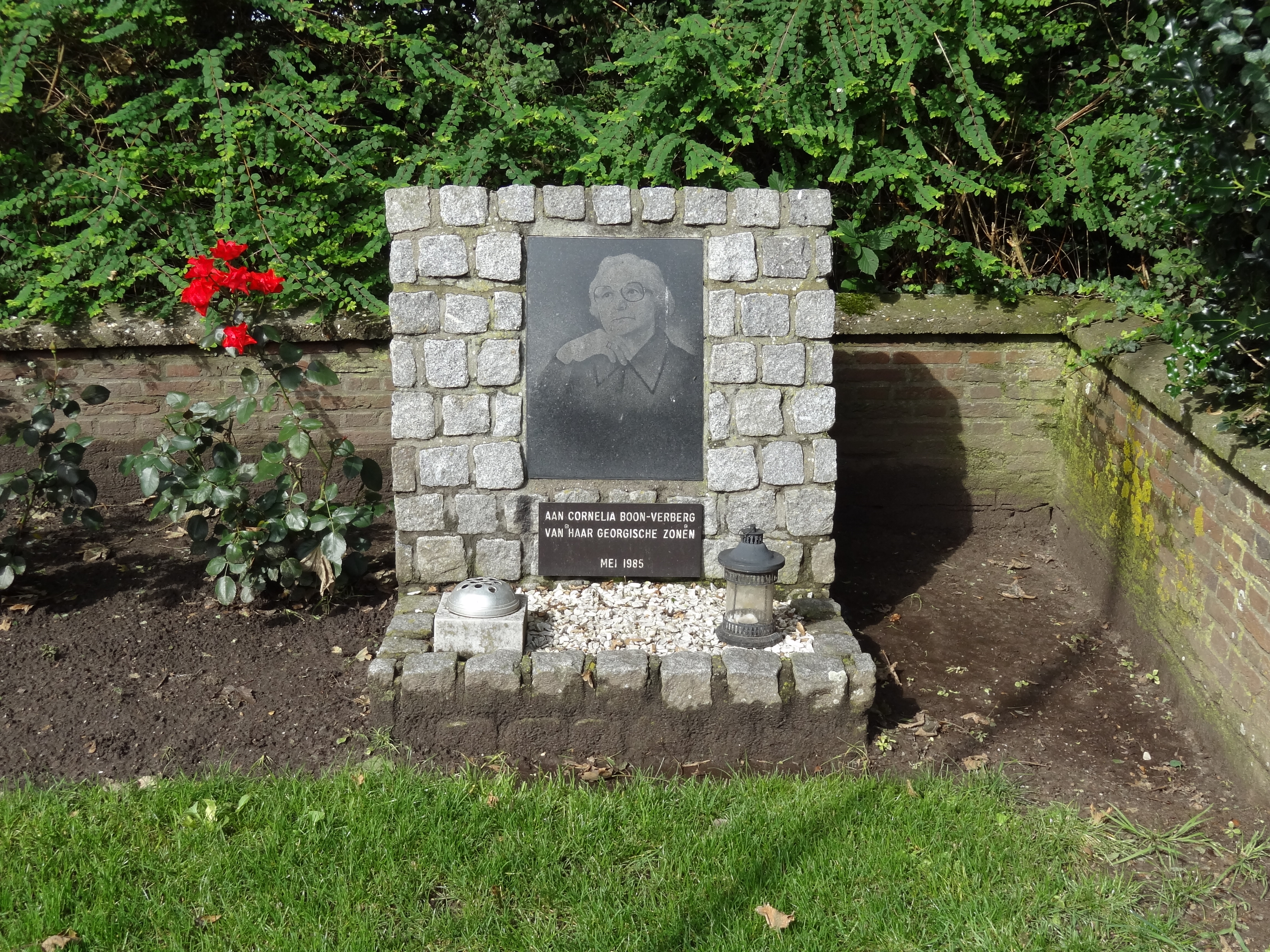
Plaquette voor Cornelia Boon-Verberg
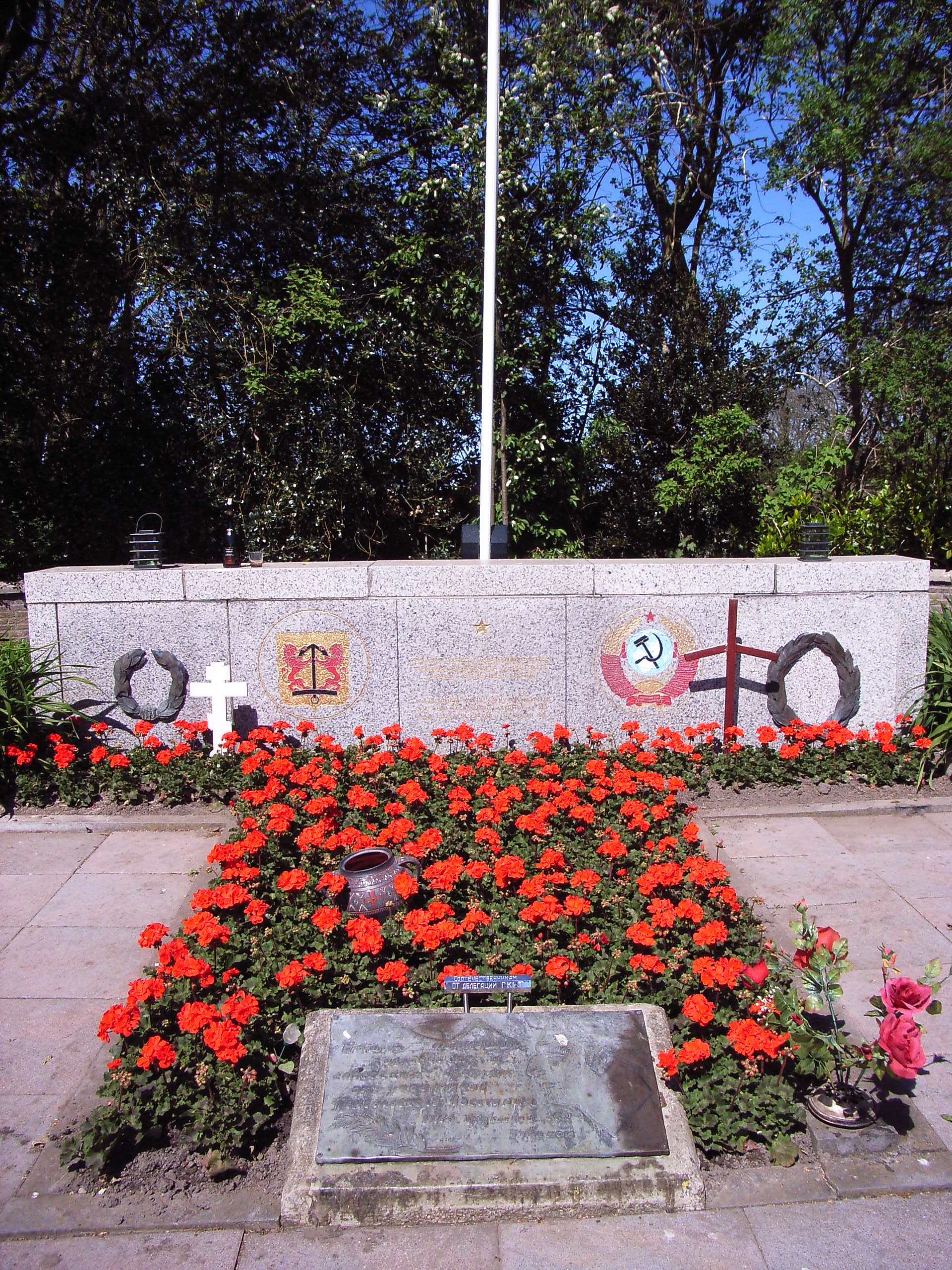
Grafsteen van luitenant Sjalva Loladze
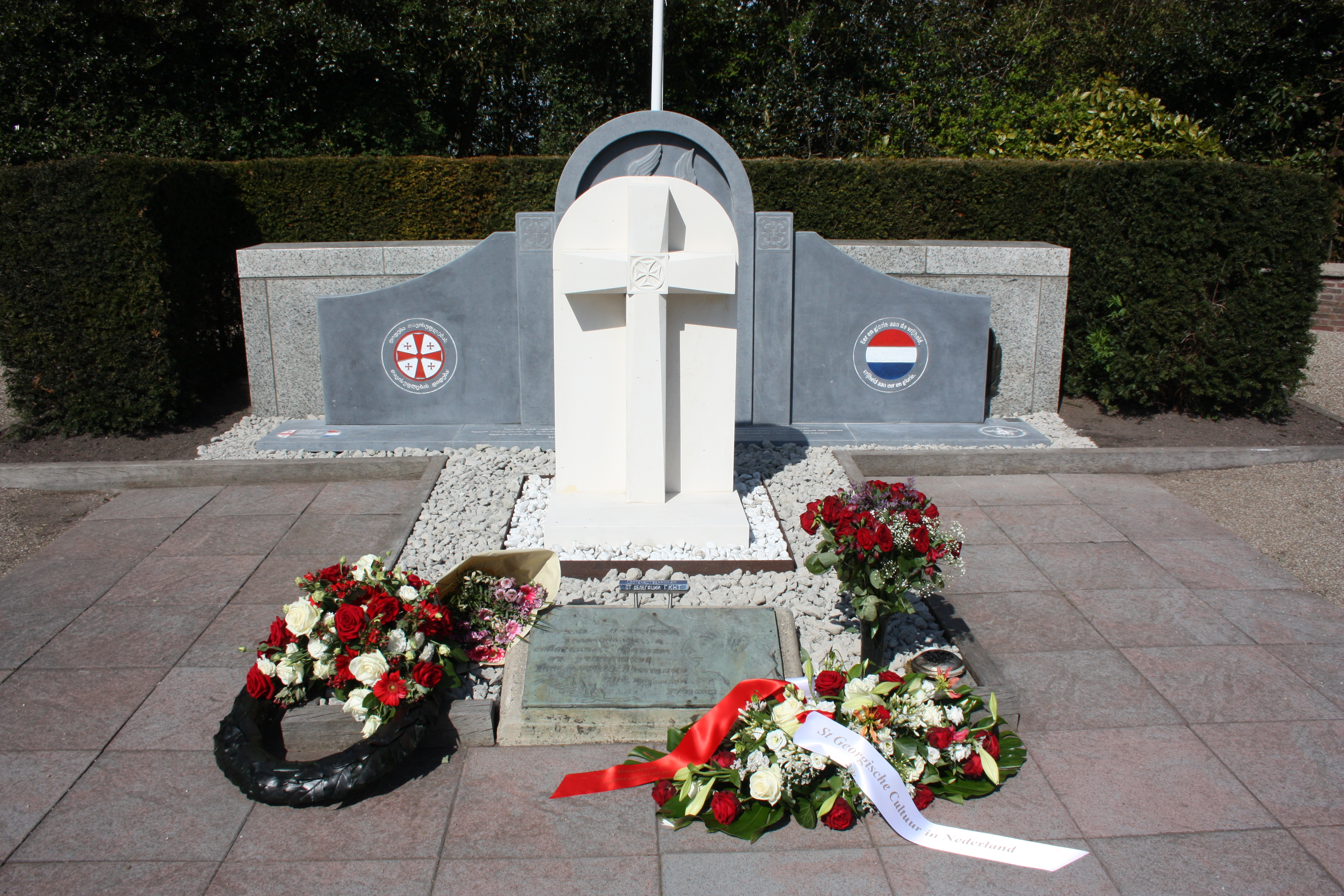
Het nieuwe monument, geplaatst in 2025
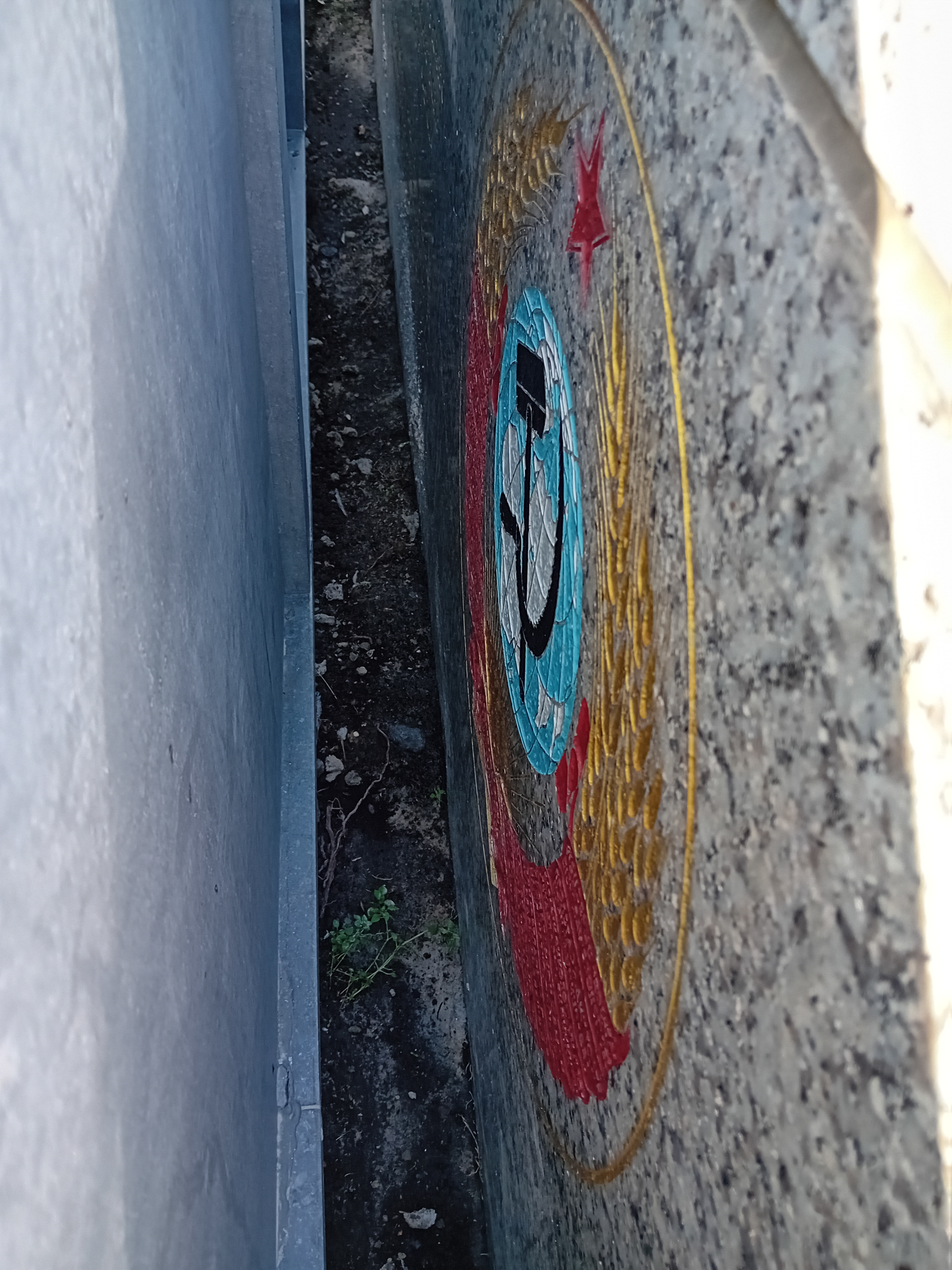
Het nieuwe monument is direct voor het oude geplaatst